# Ferrovia Transnordestina Logística

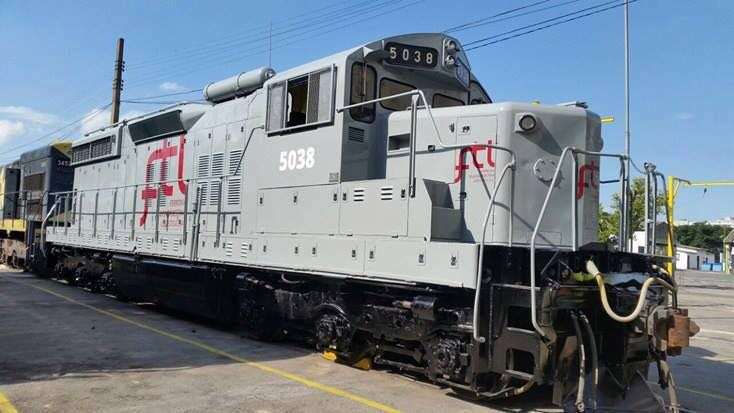
Locomotiva FTL #5038 (EMD SD18) no pátio da MRS em MG.

A Ferrovia Transnordestina Logística (FTL) é uma empresa brasileira de logística, controlada pelo Grupo CSN. A empresa opera ferrovias em bitola métrica com 1.190 km de extensão, que ligam os portos de Itaqui (São Luis/MA), Pecém (São Gonçalo do Amarante/CE) e Mucuripe (Fortaleza/CE), na Região Nordeste do Brasil.
A companhia foi criada a partir da cisão da Transnordestina Logística S/A em 29 de outubro de 2012 e aprovada em 22 de fevereiro de 2013, a partir da Resolução nº 4042 da ANTT. Administra desde então, a chamada Malha I que compreende os trechos em bitola métrica de São Luís a Mucuripe, Arrojado a Recife, Itabaiana a Cabedelo e Paula Cavalcante a Macau.

## História

Mapa das linhas de bitola métrica operadas pela Ferrovia Transnordestina Logística (FTL).

Em 18 de julho de 1997, foi realizado o leilão de privatização da Malha Nordeste da Rede Ferroviária Federal, composta das seguintes superintendências regionais: SR-1 (Alagoas, Pernambuco, Paraíba, Rio Grande do Norte), SR-11 (Ceará) e SR-12 (Piauí e Maranhão). A rede possuía uma malha ferroviária de 4 238 quilômetros, que se estendiam pelos estados do Maranhão, Piauí, Ceará, Rio Grande do Norte, Paraíba, Pernambuco, Alagoas, até o município de Propriá, em Sergipe. O único trecho em operação atualmente fica localizado entre o Maranhão e o Ceará.
O consórcio vencedor arrematou a Malha Nordeste por R$ 15,7 milhões e era formado inicialmente por Vale (20%), CSN (20%), Taquari Participações (40%) e Bradesco (20%) e foi criada a Companhia Ferroviária do Nordeste (CFN).
Ocorreu em 2003 a saída da CVRD do bloco de controle da CFN, através de troca de ações com a CSN envolvendo a Ferrovia Centro-Atlântica e o TECON. Essa troca acionaria foi aprovada pelo CADE em 2006.
Em 2008, a razão social da CFN (Companhia Ferroviária do Nordeste S/A) mudou para Transnordestina Logística S/A (TLSA).
A VALEC torna-se acionista da TLSA em 2011.
É iniciado em 2012 o processo de cisão parcial da TLSA, visando segregar a concessão da antiga malha ferroviária da RFFSA da concessão da Nova Transnordestina que está em construção. Em 2013 ocorre a cisão da Transnordestina Logística S/A, sendo criada a Ferrovia Transnordestina Logística (FTL) responsável pela operação das linhas de bitola métrica no nordeste.
A linha ferroviária em operação atualmente, com 1.190 km em bitola métrica, liga os portos de Itaqui (São Luís/ MA), Pecém (São Gonçalo do Amarante/CE) e Mucuripe (Fortaleza/ CE), através da Ferrovia São Luís-Teresina e da Ferrovia Teresina-Fortaleza. As cargas são movimentadas por 92 locomotivas e 1.434 vagões.
Em 2017, a FTL transportou 2,7 milhões de toneladas, dos quais 1,4 milhão de celulose, 631 mil de combustíveis e 363 mil de cimento. Já em 2018, a empresa transportou 2,63 milhões de toneladas, dos quais 1,4 milhão de celulose, 610 mil de combustíveis e 291 mil de cimento.
Atualmente, ela opera apenas os trechos entre Maranhão, Piauí e Ceará. Os demais estão com tráfego suspenso e em processo de devolução junto ao DNIT e ANTT.

## Grupo de Controle
O controle da FTL é compartilhado entre as empresas CSN e Taquari Participações, conforme o quadro a seguir.

## Frota de locomotivas
A frota de locomotivas da Ferrovia Transnordestina Logística (FTL) ao fim de 2022 era composta em sua maioria por máquinas de pequeno porte e baixa potência, possuindo um total de 113 locomotivas, destas vinte e três classificadas como inativas.
Em 2013 foi realizada a mutação patrimonial de 03 (três) locomotivas EMD SD40-2 (nº5212, 5237 e 5241) da concessionaria MRS Logística para a FTL, o processo foi finalizado com o Aditivo pulicado em 13 de janeiro de 2015, entretanto essas locomotivas estavam operando na Transnordestina Logística S/A (TLSA) em 2015, nas obras de construção da ferrovia.

## Galeria

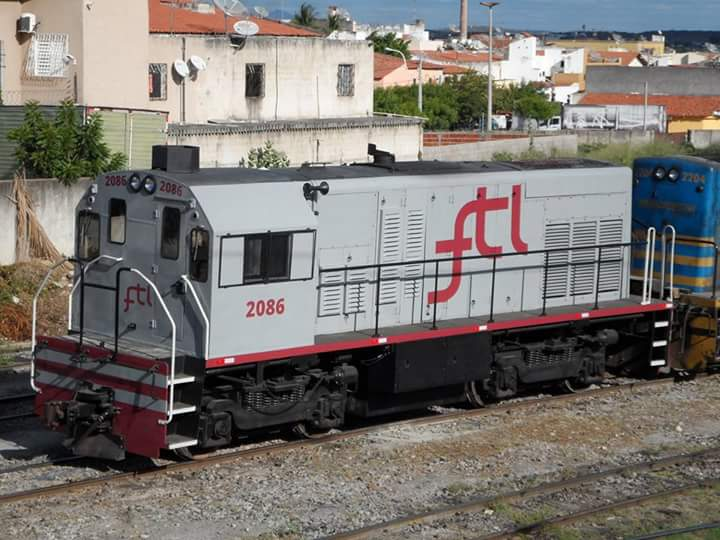
GE U5B #2086 no pátio de Sobral - Ceará
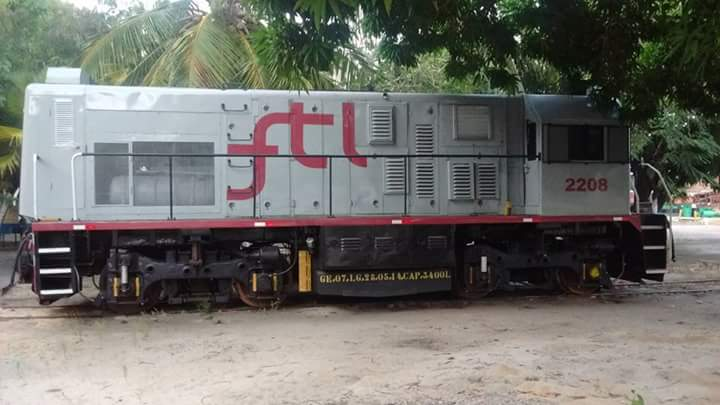
GE U10B #2208
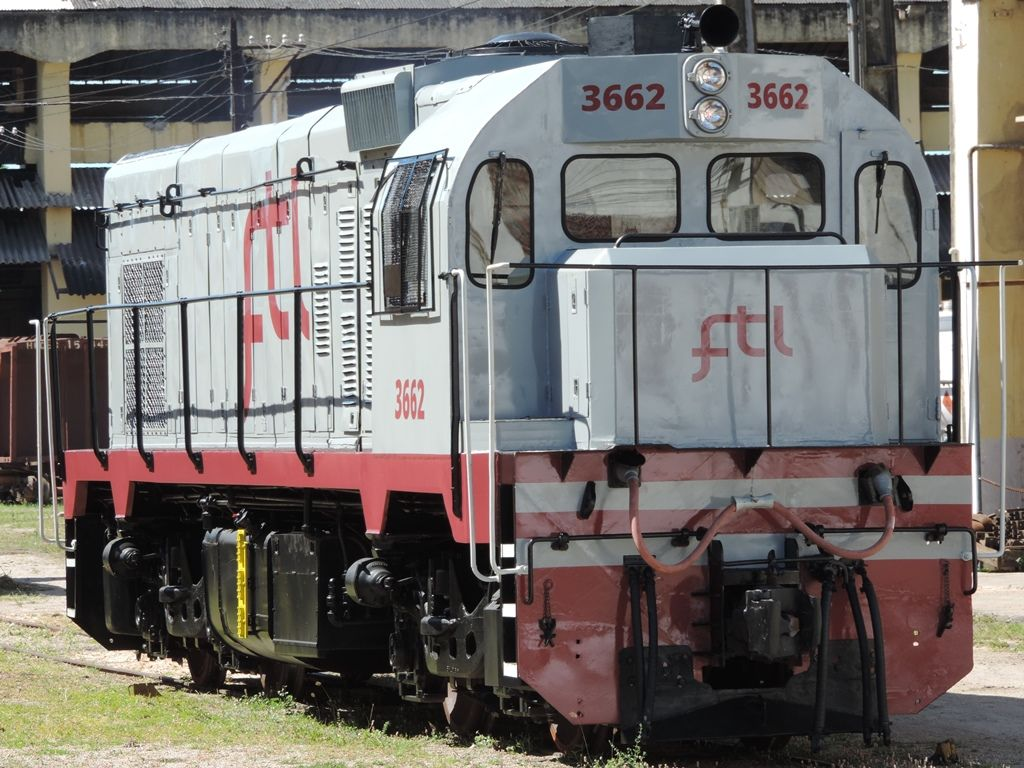
EMD GM G12 #3662 na oficina da empresa em Fortaleza - Ceará
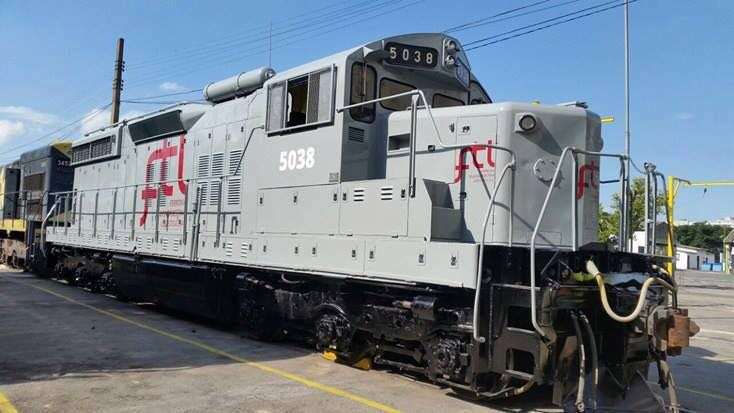
EMD SD18 #5038 em testes no pátio da MRS em MG. Atualmente pertence a FTL